# Hésychios de Jérusalem
Pour les articles homonymes, voir Hésychios.
Hésychios ou Hésychius de Jérusalem était, selon Cyrille de Scythopolis, « didascale » (enseignant, catéchiste) de l'Église de Jérusalem, dans la première moitié du Ve siècle. Certaines des œuvres qui circulent sous son nom dans les manuscrits (CPG 6550-6596) soulèvent des problèmes non résolus d'authenticité.
Il existe des traductions françaises de ses homélies :
- M. Aubineau, Les homélies festales d’Hésychius de Jérusalem (Subs. hag. 59), 2 vol., Bruxelles, 1978 et 1980 (édition critique de l'ensemble des homélies);
- C. Renoux, Hésychius de Jérusalem. Homélies sur Job, version arménienne, Patrologia Orientalis, 42 (1983), 1-612 (perdues en grec).

Le grand commentaire sur le Lévitique ne survit que dans une traduction latine éditée dans la Patrologia Graeca, 93. Son attribution à Hésychius a été confirmée par la découverte d'un fragment grec, qui montre pourtant que le texte latin a été remanié.